# Мехмед I
Мехме́д I Челеби́ (на османски турски: محمد اول или Mehmed-i evvel; на турски: Birinci Mehmet, Çelebi Mehmet; ок. 1387 – 26 май 1421 г.) e 5-ият султан на Османската империя между 1413 г. и 1421 г.
Син на султан Баязид I, след османското поражение в Анкарската битка през 1402 година Мехмед установява контрол над най-източната част на османските владения и успява да надделее над братята си в борбата за трона. През лятото на 1413 година разгромява Муса Челеби и се възкачва на престола като самостоятелен владетел. През следващите години чрез дипломатическо лавиране между съседите и няколко успешни военни кампании Мехмед I успява да възстанови османската хегемония в Анадола и да укрепи границите в Румелия, стабилизирайки държавата след тежката криза, последвала Анкарската битка.

## Гражданска война
След Анкарската битка и загубата на много от анадолските владения на османците, Мехмед Челеби се установява в Токат, където, поне първоначално, управлява като васал на Тимур. Той води успешни военни действия срещу различни местни владетели, а след като Тимур заминава на изток започва поход срещу брат си Иса Челеби, който управлява в старата османска столица Бурса. През лятото Мехмед превзема Бурса, но Иса успява да избяга и с помощта на Сюлейман Челеби и византийците прави опити да си върне властта. В началото на 1404 година Иса Челеби и съюзниците му от няколко анадолски бейлика са разгромени от Мехмед.
Използвайки войната между братята си, в началото на 1404 година Сюлейман Челеби се прехвърля в Мала Азия и влиза в Бурса, изтласквайки Мехмед на изток. В началото на лятото той превзема Анкара, а Мехмед се укрепява в първоначалните си владения около Амасия. В началото на следващата година Мехмед прави опит за контранастъпление, но е отблъснат от Сюлейман и неговия велик везир Али Чандарлъ. След това Сюлейман прави опит да превземе караманската крепост Сиврихисар, но не постига успех и през следващите няколко години военните действия замират.
По време на Анкарската битка Муса Челеби е пленен от Тимур, който след смъртта на Баязид го предава на бея на Гермиян, а той – на брат му Мехмед, при когото той живее като пленник. През 1409 година Мехмед се споразумява с анадолските си съюзници и влашкия войвода Мирчо Стари и изпраща Муса във Влашко. Там той се жени за дъщеря на Мирчо Стари и започва да се подготвя да нападне в гръб Сюлейман Челеби. Възползвайки се от това и от смъртта на Али Чандарлъ, Мехмед си връща Анкара, а след това и Бурса, като доскорошните анадолски васали на Сюлейман преминават под негова власт.
В началото на 1411 година Муса разгромява и убива Сюлейман Челеби, след което за няколко месеца успява да установи контрол над всички османски владения на Балканите, превръщайки се в нов претендент за османското наследство. Въпреки това той губи подкрепата на някои свои васали, а с конфискациите на имущество на влиятелни бейове от времето на Сюлейман предизвиква недоволството на турския елит и видни военачалници, като Ибрахим Чандарлъ и Мехмед Михалоглу, се прехвърлят в Анадола при Мехмед Челеби.
През пролетта на 1412 година Мехмед е прехвърлен от византийския флот в Европа и влиза в сражение с Муса, но претърпява поражение и се връща в Анадола. Въпреки това положението на Муса е несигурно и нови турски бейове дезертират, преминавайки на страната на Стефан Лазаревич, който воюва срещу Муса в района на Пирот. Към края на годината Мехмед отново влиза в Тракия и се насочва към Сяр, но поради лошото време не успява да премине придошлата Марица и се връща в Бурса.
През пролетта на 1413 година Мехмед Челеби започва нов поход срещу Муса, като към войските му се присъединяват части на императора и на емира на Дулкадър, а след пристигането в Тракия получава подкрепата и на Евренос. Нападението е координирано със Стефан Лазаревич, който с унгарски и босненски подкрепления трябва да нападне от северозапад. Следвайки отстъпващия Муса, Мехмед достига до Поморавието, където обединява армията си с тази на Стефан и получава нови подкрепления от Евренос и Солун.
Първоначално Мехмед Челеби се насочва към Косово, а след това на североизток, където край река Искър нанася окончателно поражение на Муса. Самият Муса бяга от бойното поле, но е заловен и убит в местността Чамурлу. С това се слага край на десетилетните междуособици и Мехмед Челеби става единствен наследник на султан Баязид Йълдъръм.

## Управление като султан
Докато Мехмед воюва в Европа, през юни 1413 година емирът на Караман обсажда османската столица Бурса. Обсадата продължава до края на юли, когато там се връща Мехмед с основните си войски и с тялото на победения си брат Муса. През следващите месеци Мехмед урежда отношенията си с повечето от своите християнски съседи, като потвърждава подписания от Сюлейман Челеби Галиполски договор и им прави някои отстъпки. В Анадола емирите на Айдън, Гермиян и Ментеше се признават за негови васали.
За разлика от Мануил II Палеолог и Стефан Лазаревич, венецианците не успяват да постигнат бързо мирно споразумение с Мехмед и отношенията им остават напрегнати. През юли 1414 година османска ескадра напада Негропонте и Бодоница, а османския флот в Галиполи застрашава венецианските владения в Егейско море. Въпреки сключения мир, Мануил освобождава и изпраща срещу Мехмед Сюлеймановия син Орхан, който събира войски в Карнобат, но е победен от Мехмед при Ямбол и е ослепен.
В началото на лятото на 1415 година Мехмед, заедно с войски на васалните Гермиян и Синоп, провежда успешен поход срещу Караман, след който завзема Бейшехир, стария Хамидски бейлик и може би Сиврихисар. След това той се насочва на запад срещу емира на Айдън Джунейд, който по това време се опитва да възстанови разрушените от Тимур укрепления на Измир. След десетдневна обсада Мехмед превзема Измир и отнема владенията на Джунейд – Айдън и Сарухан – за управител на които е назначен Искендер бей, синът на последния търновски цар Иван Шишман. Самият Джунейд е пощаден и е назначен за управител на Никопол.
Докато Мехмед воюва в Анадола, османските войски продължават в ограничен мащаб набезите си в южна Гърция, егейските острови, Босна и Унгария. Това подтиква местните християнски владетели да подпомогнат Мустафа Челеби, последния оцелял брат на султана, в опитите му да завземе властта, като през август 1415 година Мустафа се прехвърля от Трапезунд във Влашко. На 29 май 1416 година венецианците нанасят тежко поражение на османския флот в Дарданелите и временно отстраняват османската заплаха от егейския басейн. През лятото Мустафа Челеби и преминалия на негова страна никополски управител Джунейд опустошават България с турско-влашки войски и стигат до Тесалия, но са отблъснати от Мехмед и се укриват в Солун. Мехмед обсажда града, но е принуден да се оттегли, заради разрастващите се бунтове в тила му.
През есента на 1416 година популярният суфийски проповедник и бивш кадъаскер на Муса Челеби шейх Бедреддин Симави, подпомогнат от влашкия войвода Мирчо Стари и синопския емир Исфендяроглу, оглавява въстание в Лудогорието, към което се присъединяват много от някогашните привърженици на Муса. По същото време последователят на Бедреддин Бьорклюдже Мустафа застава начело на масово въстание в западната част на Мала Азия и разбива две армии на местни османски управители, при което загива Искендер бей. Едва с намесата на султанска армия, водена от Баязид паша, бунтът е потушен. Въстанието в Лудогорието е прекратено с по-малки усилия, а самият Бедреддин е съден и обесен в Сяр.
Султанът ликвидира и последните острови на съпротива от въстанието на Константин и Фружин и всякакво влияние на Мирчо Стари на юг от Дунав, нахлува в отвъддунавските земи и макар да оставя управлението им на войводата, ги превръща в пашалък.
След разгрома на Бедреддин Мехмед подновява обсадата на Солун, но постига споразумение с Мануил Палеолог, който обещава срещу заплащане да държи в плен Мустафа Челеби и Джунейд. Неутрализирал тази заплаха, султанът събира голяма армия, с която през пролетта на 1417 година напада Караман. Походът е успешен и той превзема столицата Коня, но решава да се оттегли, след като караманският емир се обявява за васал на египетския султан Татар I, който по това време се намира със свои войски в Халеб. През втората половина на 1417 година Мехмед воюва успешно срещу Исфендяроглу и установява контрол над Самсун и Бафра, както и над важните медни рудници на Кастамону, и го оставя да управлява само Синоп с непосредствените му околности.
През лятото на 1417 година османски части действат в южните части на Албания, завземат Валона и обсаждат Аргирокастро, превзет през октомври следващата година. През 1418 година самият Мехмед повежда поход срещу своя отдавнашен противник Мирчо Стари. Османските войски преминават Дунав и превземат крепостите по дунавския бряг – Исакча, Гюргево, Турну Северин, а Мирчо е принуден да се признае за османски васал. През 1420 година османците ликвидират генуезката колония в Самсун.
След като претърпява тежка злополука по време на езда, султан Мехмед I умира в Одрин на 26 май 1421 година.